# Batalha do rio Bạch Dang
A chamada Batalha do rio Bach Dang, ou ainda, Primeira Batalha de Bach Dang, ocorreu em 938 nas proximidades da baía de Ha long, no norte do Vietnã. Na batalha, as forças vietnamitas de Tĩnh Hải quân lideradas por Ngô Quyền, enfrentaram e derrotaram o exército invasor do estado chinês de Han do Sul, comandado por Liu Yan e seu filho Liu Hongcao. O conflito foi motivado pela instabilidade interna após o assassinato de Dương Đình Nghệ por Kiều Công Tiễn, que buscou apoio chinês. Ngô Quyền emboscou a frota inimiga usando estacas no rio, obteve uma vitória decisiva e pôs fim à Terceira Era de Dominação do Norte, marcando a independência vietnamita.

## Fundo
Em 931, Dương Đình Nghệ expulsou os invasores do estado de Han do Sul — um dos Dez Reinos do período das Cinco Dinastias e Dez Reinos, vizinho ao Tĩnh Hải quân —, restabelecendo a autonomia vietnamita e autoproclamando-se Tiết độ sứ (governador militar) de Tĩnh Hải quân.
No fim de 937, Dương Đình Nghệ foi assassinado por seu subordinado Kiều Công Tiễn, que desejava usurpar o cargo de governador. Ngô Quyền, genro e também general de Đình Nghệ, reuniu suas forças para punir o traidor. Amedrontado, Kiều Công Tiễn pediu ajuda ao reino de Han do Sul. O rei Liu Yan aproveitou a oportunidade e decidiu invadir Tĩnh Hải quân pela segunda vez, acreditando que, com a morte de Đình Nghệ, o território não teria mais um comandante habilidoso. Ele nomeou seu nono filho, Liu Hongcao, como “General Pacificador dos Mares” e “Rei de Giao Chỉ”, encarregando-o do comando da força naval.

## A batalha e a fundação da Dinastia Ngô

### Cerco e morte de Kiều Công Tiễn
Após reunir o apoio de líderes locais, Ngô Quyền partiu de Ái Châu e marchou rumo ao norte para enfrentar Kiều Công Tiễn. Isolado e sem forças para resistir, Kiều apenas aguardava a chegada das tropas de socorro de Han do Sul. No entanto, antes mesmo de os chineses atravessarem a fronteira, Ngô Quyền tomou a cidade de Đại La (Tống Bình), derrotando as forças locais e executando Kiều Công Tiễn.

### Plano dos Han do Sul
O rei Liu Yan nomeou seu filho Liu Hongcao como novo Tiết độ sứ de Tĩnh Hải quân e o promoveu a "Rei de Giao Chỉ". Com o pretexto de socorrer Kiều Công Tiễn, enviou 20 mil soldados por mar. Antes disso, Liu Yan ainda consultou seu conselheiro Tiêu Ích para traçar a estratégia da campanha.

### A Batalha do rio Bach Dang

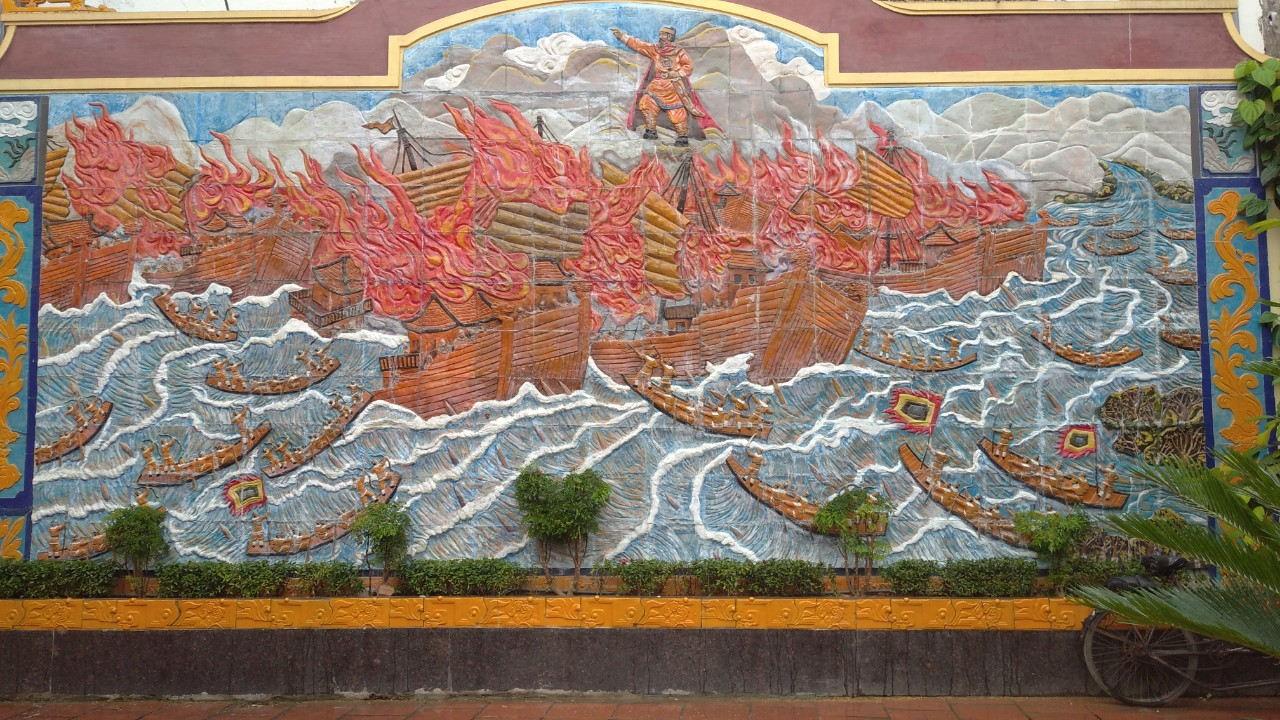
Mosaico de pedra simulando a batalha de Bach Dang em 938

No fim do inverno de 938, a frota de Liu Hongcao entrou no rio Bach Dang. Ao verem as embarcações leves e o pequeno número de soldados de Ngô Quyền, os chineses avançaram com confiança. Ngô Quyền, porém, havia armado uma emboscada: ordenou que suas tropas recuassem para atrair o inimigo. Quando a maré baixou, as grandes embarcações de Han do Sul ficaram presas nas estacas cravadas no leito do rio. Nesse momento, Ngô Quyền lançou um ataque feroz. A frota inimiga foi quase totalmente destruída; Liu Hongcao morreu em combate, e mais da metade de seu exército foi aniquilado.
O rei Liu Yan, que aguardava para reforçar o ataque na fronteira, ficou chocado com a notícia. Sem reação, recolheu os soldados sobreviventes e bateu em retirada, abandonando definitivamente seus planos de conquistar Tĩnh Hải quân. Segundo o Đại Việt sử ký toàn thư, Liu Yan teria lamentado até o próprio nome, considerando-o um mau presságio.

### Fundação da Dinastia Ngô
Em 939, após a vitória, Ngô Quyền proclamou-se rei (Ngô Vương) e fundou a dinastia Ngô, estabelecendo sua capital em Cổ Loa, na região que hoje corresponde a Đông Anh, Hanói.

## Legado
Em 1288, as forças do Đại Việt, lideradas pelos generais Trần Thánh Tông, Trần Nhân Tông e Trần Hưng Đạo, enfrentaram o exército dos Mongóis no rio Bach Dang. Antes da batalha, Trần Hưng Đạo ordenou que estacas fossem afixadas no leito do rio e cobertas com capim, criando uma armadilha. Em seguida, ele comandou uma retirada simulada para atrair os inimigos.
Os Mongóis, confiantes, perseguiram as forças do Đại Việt, mas quando a maré baixou, os navios mongóis ficaram presos nas estacas, inclinando-se e afundando. A batalha terminou com uma grande derrota para os Mongóis, que perderam o comandante Ô Mã Nhi, o general Tích Lệ Cơ Ngọc (um comandante chinês confundido com outro general) e 400 embarcações de guerra.